# 長島弘三
長島 弘三（ながしま こうぞう、1925年2月21日 - 1985年1月6日）は、日本の化学者。専門は分析化学・無機化学・地球化学。

## 来歴
父は、紫綬褒章受章者で日本のアマチュア鉱物学者のパイオニアである長島乙吉。
東京市麹町区（現・東京都千代田区）生まれ。1944年東京帝国大学理学部化学科入学、同大学院理学研究科へ進学し、木村健二郎の指導を受けた。
1950年東京大学教養部助手となる。その後、東京農工大学農学部助教授（1951年）、東京大学教養部助教授（1959年）、東京大学理学部助教授（1963年）を経て、1966年に東京教育大学理学部教授となる。東京教育大学の改編に伴い、1976年筑波大学化学系教授となる。1977年古代オリエント博物館理事、1983年大学入試センター研究部教授を併任。1985年、在職中に59歳で死去。
1952年箱根火山岩の地球化学的研究により、東京大学から理学博士号を取得。
多数の希土類元素を含む鉱物の分析を手がけ、新鉱物の飯盛石、木下雲母、益富雲母、欽一石、サラバウ鉱、逸見石、イットリウム木村石、アンモニウム白榴石、ストロナルス石などの発見に貢献した。
| スタブアイコン | サブスタブ | この項目は、まだ閲覧者の調べものの参照としては役立たない、人物に関連した書きかけの項目です。この項目を加筆・訂正などしてくださる協力者を求めています（P:人物伝/PJ:人物伝）。 |